# Kako pisati literarno zgodovino danes
Zbornik Kako pisati literarno zgodovino danes?, ki ga je leta 2003 izdal Znanstvenoraziskovalni center SAZU v Ljubljani, je zbirka člankov, v katerih se slovenski in tuji literarni teoretiki sprašujejo o pomenu in smislu literarne zgodovine v današnjem, postmodernističnem času. Zbornik sestavljajo naslednji članki:
- Marko Juvan: O usodi 'velikega' žanra (str. 17–49)
- Janko Kos: Stari in novi modeli literarne zgodovine (str. 51–60)
- Lado Kralj: Literarna zgodovina: bolj fikcija kakor znanost (str. 61–70)
- Marija Mitrović: Energija zablode (str. 71–79)
- Vladimir Biti: Im Namen des ganz Anderen (str. 81–96)
- Peter Zajac: Literaturgeschichtsschreibung als synoptische Karte (str. 97–107)
- Bożena Tokarz: Literarna zgodovina in njen predmet (str. 109–122)
- Darko Dolinar: Literarna zgodovina in njeni bralci (str. 123–138)
- Ivo Pospíšil: Literary History, Poststructuralism, Dilettanism, and Area Studies (str. 141–157)
- Vladimír Papoušek: Greenblatt's Conception of »New Historicism« and the Issues of Literary History (str. 159–173)
- Miloš Zelenka: Manuskriptologija in njen pomen za literarno zgodovino v kontekstu sodobne metodologije (str. 175–192)
- Marijan Dović: Pisanje literarnih zgodovin in empirična literarna znanost (str. 193–209)
- Ivan Verč: Subjekt izjave kot predmet raziskovanja zgodovine književnosti (str. 213–226)
- Jola Škulj: Modrnistična literatura in spreminjanje paradigme literarne zgodovine (str. 227–243)
- Alenka Koron: Spet najdeni čas? K vprašanju pripovedi (str. 245–274)
- Peter Zima: Historische Perioden als Problematiken: Sozio-linguistische Situationen, Soziolekte und Diskurse (str. 275–286)
- Janez Strutz: Dialog, Polyphonie und System. Zur Problematik einer Geschichte der »kleinen Literaturen« im Alpen-Adria-Raum (str. 287–317)
- Jelka Kernev Štrajn: Spomin kot fragment, vtkan v vest (str. 319–330)
- Silvija Borovnik: Pogled v literarnozgodovinsko delavnico (str. 331–344)

Člankom sledi podrobna kronološko urejena bibliografija vseh pomembnih spisov o (slovenski) literarni zgodovini, ki so nastali v obdobju od ustanovitve slovenske univerze (1919) do danes, torej v obdobju institucionalizirane literarne vede na Slovenskem.

## Vsebina

### Predstavitev problematike
Leta 2001 je izšel zadnji sistematični pregled slovenske književnosti Slovenska književnost 3, ki nudi obširen pregled nacionalne književnosti od druge svetovne vojne naprej, zajema liriko, prozo in dramatiko, slovensko književnost v zamejstvu, poleg tega pa vsebuje vpogled tudi v mladinsko in prevodno književnost ter predstavi književne programe ter revije in literarno teorijo in kritiko. Ob izidu je Slovenska književnost 3 v medijih in predvsem med akademiki sprožila mnogo pomislekov in ogorčenja glede svoje sestave: temu kritiku niso bile všeč metode ali oznake stilnih smeri, drugemu ni ugajal uvod, tretji je našteval, kateri pomembni pisatelji in pisatelji bi v literarni zgodovini morali biti vsaj omenjeni, če se jim že ni posvetilo cele strani s fotografijo, in se razburjali nad nekaterimi zapisanimi zaključki; pritožili so se tudi literarni ustvarjalci, češ da jih omenjajo razni svetovno znani leksikoni, ne pa slovenski pregled literarnega ustvarjanja.
Kritike bi se dalo poenostaviti v sledečo ugotovitev: literarna zgodovina sodobne slovenske književnosti je seveda potrebna in jo je mogoče napisati, vendar ne tako kot v obravnavani knjigi, temveč »zagotovo drugače«. Spričo omenjenih napadov je mogoče razumeti plašnost nekaterih slovenskih literarnih zgodovinarjev, ki ob izdaji svojih del poudarjajo, da je napisano zgolj eden izmed pogledov na problematiko. Slednje se vendarle zdi nepotrebno: znanstvene raziskave pač vedno temeljijo na posameznikovih hipotezah oziroma lastnih presojah  občutljivih vprašanj (v tem primeru izbora obravnavanih literatov).

### Razlogi za dvom o pisanju literarne zgodovine
Izvor negativnega odziva na pregled slovenskega literarnega snovanja gre iskati v nevoščljivosti prezrtih ali tistih, ki niso bili pripuščeni k sodelovanju, a dejstvo je, da literarne zgodovine ni lahko pisati. Veda je v krizi, teoretiki prevprašujejo načine njene rekonstrukcije, nekateri so celo mnenja, da se je sploh ne da več pisati oziroma da je postala nepotrebna. Razlog za takšno stališče je po mnenju Janka Kosa duhovni horizont v zahodni kulturi, ki je podlaga tudi dogajanju v sodobni literarni vedi. Sestavljajo ga pojmi nihilizem, dekadenca in anarhizem. Z nihilizmom prihaja v literarnovedno raziskovanje prepričanje, da ni »nič resnično« in da »resnice« torej ni, razen te, ki je čisto subjektivna in relativna, da ni najvišjih »vrednot« in ne razlike med višjimi in nižjimi »vrednotami«; dekadenca tudi v literarni vedi pomeni stanje avtodestrukcije, ko njen nosilec pospešuje svoj lastni razkroj in »propad«, pri tem pa uživa in je tak užitek edini motor njegovega delovanja; anarhizem pa se v literarni vedi uveljavlja z ustvarjanjem nereda, poljubnosti, samovolje in neodgovorne igrivosti, ki mu pomeni pravo »svobodo«.
Poskus pisanja literarne zgodovine danes je Marija Mitrović poimenovala energija zablode, citat pa si je sposodila od ruskega formalista Viktorja Šklovskega, ki je s to besedno zvezo poimenoval svoj leta 1981 napisani literarnozgodovinski poskus. V uvodu v knjigo se Šklovski poigrava z zadregami modernega literarnega zgodovinopisja. Gre za nujo povezovanja fragmentov v celoto, opisovanje medsebojnih kontaktov med pisatelji in permanentni dvom o literarnozgodovinskem diskurzu. Sprašuje se, ali je pisanje literarne zgodovine sploh mogoče, ali so notranje poti sižejev in njihovih transformacij dovolj vidne in stabilne, da bi jih bilo mogoče opisati, in sklene, da je pisati literarno zgodovino nekaj nemogočega, a hkrati nujno potrebnega.

### Razlogi za nujnost pisanja literarne zgodovine
Predmet literarne zgodovine je predvsem razvoj ustvarjalnosti, njenih konvencij in umetniških programov v luči literarnozgodovinskega procesa. Ukvarja se tudi z oblikovanjem literarne kulture oziroma literarnega življenja in njegovih ustanov. Zanima se za recepcijo literarnih del pri literarnem občinstvu in vlogo teh v posameznih obdobjih. Delo literarnozgodovinske stroke je v precejšni meri namenjeno njej sami; zlasti kadar gre za dejavnost, ki poteka v univerzitetnih in znanstvenoraziskovalnih institucijah, so njeni rezultati namenjeni njenemu obnavljanju in razvoju. Zunaj ožjega kroga stroke se literarnozgodovinske obravnave uporabljajo v  t. i. literarnem življenju, se pravi v krogu literarne produkcije, distribucije in recepcije ter v vzgojnoizobraževalni praksi na vseh stopnjah šolskega sistema. Potencialni bralci in uporabniki literarne zgodovine so literarni strokovnjaki (univerzitetni profesorji, kritiki, raziskovalci, publicisti, prevajalci, založniki, tudi sami literarni avtorji), strokovnjaki s sorodnih področij, predvsem iz filoloških, zgodovinskih, kulturnih, umetnostnih ved, širši krog zainteresiranih bralcev (tako imenovano kulturno občinstvo) ter učitelji (predvsem slovenščine in tujih jezikov), študenti in dijaki.
Pri literarnozgodovinskih pregledih starejše literature gre za znane, že večkrat obdelane in ovrednotene korpuse. Takšne raziskave ne prinašajo veliko novega gradiva, ampak izpopolnjujejo ali spreminjajo problemske osvetlitve in sintetične povezave. Naslovniki od takšnih del pričakujejo modifikacijo dotlej veljavnih pogledov na problematiko, bolj poredko zgolj njihovo potrditev bodisi korenito spremembo. Potreba po modifikaciji je utemeljena najprej v sprotnem nastajanu novih literarnih pojavov – del, gibanj, smeri –, pri njihovem uveljavljanju pa se perspektive, v katerih se sprejemnikom kaže dotedanja, starejša literatura, neizogibno spreminjajo. Drugače je pri novejši, še neobdelani in nastajajoči literaturi. Z njo se ukvarjata sprotna kritika in esejistika, literarna zgodovina pa šele za njima. Kljub temu pričakujejo bralci tudi od nje takojšen sistematični pregled in opis gradiva ter vzpostavljanje referenčnih shem, ki naj omogočajo obvladovanje eksplozivno naraščajoče nove literarne pojavnosti, in njeno prvo ovrednotenje.
V preteklosti je bila literarna zgodovina zaradi svojega združevalnega pristopa postavljena na piedestal humanističnih znanosti, saj je s popisom kulturnega ustvarjanja dokazovala kulturno moč nezgodovinskih narodov, ki se v dobi oblikovanja in rasti nacionalizma niso mogli pohvaliti z vojnimi uspehi in vladarji ali pa sploh niso imeli lastne suverene države – takšni pa so bili tudi Slovenci. Težav literarnega zgodovinopisja so se zavedali od samega začetka. Gre za polemiko med Kidričem in Slodnjakom, ki sta napisala vsak svoj pogled na razvoj slovenske literature, njuni deli pa izkazujeta različna pogleda na problematiko: Slodnjakov Pregled slovenskega slovstva (1934) je napisan bolj esejistično, celo patriotsko vzneseno ter torej izrecno nacionalideološko afirmativno, Kidrič pa se je v svoji Zgodovini slovenskega slovstva (1929–1938) sistematično trudil za izrazito znanstvenost in kolikor je mogoče nevtralno in strogo dokumentarno podprto reprezentacijo kulturnega in literarnozgodovinskega procesa.

### Zadrege pisanja literarne zgodovine danes
Preden se pisec literarne zgodovine odloči za raziskovanje, mora ustreči nekaterim kriterijem, katerih pomembnost je arbitrarna. Janko Kos pričakuje, da literarni zgodovinar že v izhodišču ve, kje so meje med literarnimi, polliterarnimi in neliterarnimi deli. Ob tem je potrebno tudi zavedanje, da raziskovanje, razumevanje in razlaganje velikih procesov, ki sestavljajo literarno zgodovino, ni mogoče brez vrednotenja, torej vrednostne selekcije pomembnega in manj pomembnega, višjega in nižjega, umetniškega in neumetniškega. K takšni vrednostni hierarhiji sodi tudi utemeljitev in uporaba literarnega kanona.
Takšnemu pogledu malo ugovarja, predvsem pa ga dopolnjuje Marija Mitrović, saj poudarja spremembe, ki so se zgodile na področju literature in vplivajo na pojmovanje literarne zgodovine: pojem teksta se je izredno razširil, literarno zgodovino zdaj zanima tudi zunajliterarni tekst v funkciji konteksta; temeljito so se spremenile meje med elitno in neelitno književnostjo: obe sta v temeljih tradicije in verjetno je ravno trivialna produkcija bolj vplivala na zavest ljudi kot elitna; književnost ni več institucija in pisatelji niso več tribuni in bardi, ki spreminjajo svet.
Literarna zgodovina mora reagirati na spremembe v načinu življenja in dojemanju sveta okrog nas, več kot sto let stari vzorci so danes v mnogočem preživeti. Postmodernistični pogled je uvedel pojem »konca zgodovine« kot enovitega napredka, spoznavno-vrednostno, ideološko in estetsko pluralnost ter kulturno policentričnost. Za dvom o nadaljnjem obstoju literarne zgodovine kot sintetičnega in normativnega žanra je odločilen predvsem postmoderni razpad velikih pripovedi, ki je privedel do dekonstrukcije totalitet; koherenca, zasnovana na tradicionalni pripovedi, je postala spoznavno in vrednostno sporna. Literarni zgodovini je s tem ne le vzeta njena naloga utemeljevanja kulturne vrednosti nekega naroda, ampak se pojavi tudi zahteva, da sestopi z vzvišenega akademskega piedestala na polje poljudnosti, sicer je v današnjem potrošniškem svetu nihče ne potrebuje več. Tu se utemeljuje potreba po uporabi pripovedi: brez sočnih zgodovinskih zgodb je literarna zgodovina le nizanje podatkov, kar pa je tržno nezanimivo. Laično občinstvo od nje pričakuje odgovore ne le na spoznavna, temveč tudi na ideološka, etična, tj. vrednostna vprašanja; to se pravi, da želi od literarne zgodovine še vedno dobiti približno tisto, kar je dajala v svoji »zlati« dobi. Zdi se, da je sintetična literarna zgodovina danes lahko uspešna samo še na sekundarni ravni, v oblikah, ki z vidika najstrožjih spoznavnokritičnih in metodoloških zahtev veljajo za degradirane.
Danes je prisotno postmoderno zavedanje, da upodobitev preteklosti ni zvesta odslikava resničnosti; preteklost je ubeseditvena konstrukcija, odvisna od razločevanja dogodkov in dejstev kot pomenljivih kulturnih enot iz gmote izgubljenega časa, od izbire nekaterih za fabulativno predstavitev, od sižejskega povezovanja ter pripovedovalčeve fokalizacije in ideološko-vrednostne perspektive. Pisec literarne zgodovine se mora zavedati svoje vpetosti v vrednostni sistem in ne more več prevzeti vsevednega položaja preteklih historiografov, ki so zgodovinske dejavnike predstavili kot ključne elemente svoje pripovedi; uveljavlja se različnost pogledov, prikazane so prezrte življenjske zgodbe in prej na rob potisnjene skupnosti, kot so ženske, geji in lezbijke, temnopolti, nekdanji koloniziranci ter drugače depriviligirani.
Razsežnosti področja, ki ga danes imenujemo literatura, so tako velike, da si je težko predstavljati vedo, ki bi ga zajela, zato je premik s filoloških, biografskih, zgodovinskih, socioloških tem k tekstu razumljiv. A razumeti literarni tekst pomeni postaviti ga v kontekst. Od bralca se pričakuje, da si bo pridobil vpogled ne le v literarno umetnino, ampak tudi v umetnost nasploh, v religijo, medije, ustno tradicijo. Ker je kontekst (ne le umetniški, ampak tudi družbeni in zgodovinski, psihološki in antropološki) zelo pomemben za razumevanje literarnega besedila, bralec nujno potrebuje pomoč, ki mu jo lahko da le moderna literarna zgodovina.

### Tuji primeri pisanja literarne zgodovine v današnjem času
Sodobni literarnozgodovinski priročniki so iz posameznih člankov, ki so izbrani na tak način, da tvorijo nekakšno zgodbo, ki ponekod še poteka kronološko, v najnovejših primerih pa tudi tak potek ni več neizogiben. Lep primer današnje literarne zgodovine je pregled History of the Literary Cultures in East-Central Europe, v kateri je gradivo razdeljeno na pet razdelkov: 1. Temporalni vozli (kristalizacija dogajanja okrog prelomnih letnic, na primer 1848, 1918, 1945, 1989 itd.), 2. Topografije literarnih kultur (opozicija domačijske literature in literarne emigracije, mesto kot prizorišče hibridne identitete), 3. Institucijski vozli (literarna zgodovina, cenzura itd.), 4. Periodizacijske konvencije, 5. Figuralni vozli (pisatelj kot nacionalna ikona, ženska identiteta itd.). Samo eno poglavje se torej opira na kronologijo, pa še tu gre samo za prelomne letnice, ki definirajo dogajanje do prihodnje prelomne letnice. Ostala poglavja nudijo številne fragmentarne zgodbe, ki se po metodi bližajo kulturnim študijam. Bistven podatek je, da v tem primeru ne gre za nacionalno literarno zgodovino, temveč za nadnacionalno (Srednja in Vzhodna Evropa).
Precej drugačen je koncept, ki so ga ubrali v priročniku A New History of French Literature, ki šteje več kot tisoč strani in obsega skoraj dvesto člankov. Ti so razvrščeni kronološko, vendar je izbor obravnavanih letnic precej naključen, razmiki med letnicami neenakomerni, teme člankov pa zelo različne, saj segajo od literature do družabnih dogodkov ali institucij. Naslov vsakega poglavja je sestavljen iz treh podatkov: najprej letnica, potem opis teme in nazadnje kratek komentar, npr.: 1989 / praznovanje dvestote obletnice francoske revolucije / Kako biti Francoz? O obletnici revolucije članek ne govori praktično ničesar, pač pa več o pisateljih, ki v romanih izražata strah, da francoski jezik izginja. Takšen pregled pomeni za nekatere kritike dokončen razkroj literarne zgodovine, drugim pa precej uspešen poskus reševanja iz krize. Glavni pridržek je, da v tako širokem pregledu noben francoski pisatelj ni obravnavan celostno, temveč samo v povezavi s problemom, ki ga nakazuje naslov. Pač pa je knjiga privlačna za bralce; pregled zelo očitno pričuje o tem, da današnja literarna zgodovina zapušča področje znanosti in prehaja na področje, ki uporablja literarne metode in se bliža eseju, saj urednik uvaja zelo oseben ton pripovedovanja.

### Sklep
Težave, v katerih se je znašla literarna zgodovina – skupaj z občim zgodovinopisjem –, sklenejo Juvanove besede: razgaljenje pripovedne izdelanosti preteklosti; zavest, da je zgodovina s svojimi obdobji vred totaliteta odprte in kontradiktorne vrste, zložena iz divergentnih (samo)percepcij; ugotovitev, da so v preteklosti drug ob drugem in v neenakih ritmih potekali različni procesi, sočasno pa so obstajale mnogotere temporalnosti; spoznanje, da je raziskovalčeva perspektiva na nekdanjost nujno pristranska; mučno dejstvo, da zgodovinopisje izgublja bralce, če je hermetično zaprto v žargon in raziskovalne cilje specialistov; izguba iluzije, da je v zgodovinopisju mogoče zagotoviti popolno znanstvenost in objektivnost.
Ob vseh teh problemih ni napačen prostodušen nasvet Silvije Borovnik, kako pisati literarno zgodovino danes: preprosto tako, da jo pač napišeš – čeravno veš, da se je bodo nato kritiki lotili s skalpelom in pinceto, nato pa še z vsemi topovi. A dejstvo je, da sodobna literarna zgodovina ne more biti zbirka imen in register del. Temu cilju služijo različne enciklopedije in literarni slovarji. Glede na obstoj različnih vrst prikazov in konceptualizacij literature obstaja potreba po različnih literarnih zgodovinah.